# Peter Hoefnagels

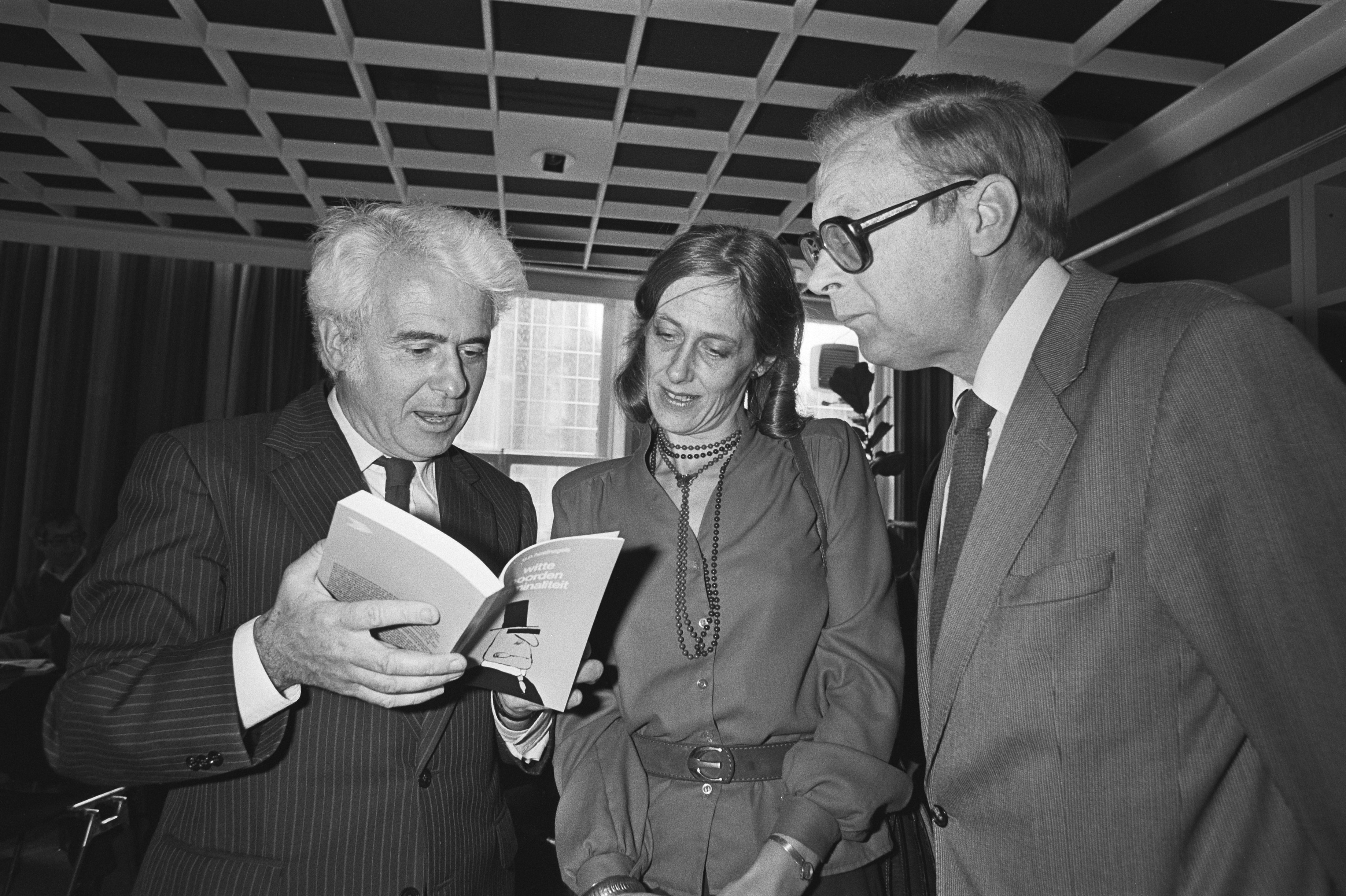
Hoefnagels, staatssecretaris Ineke Lambers-Hacquebard (D66) en PvdA-Kamerlid Hein Roethof bij de presentatie van Hoefnagels' boek Witte boorden-criminaliteit, 30 september 1981.

(Gerard) Peter Hoefnagels (Bilthoven, 26 oktober 1927 – Lochem, 24 november 2011) studeerde recht en psychologie. In de periode 1950-1954 werkte hij bij de krijgsraad, daarna tot 1956 bij de voogdijraad. Hoefnagels promoveerde in 1957 bij professor Ger Kempe op een methode van rapportage voor de Raad voor de Kinderbescherming. Hij was van 1965 tot 1993 hoogleraar criminologie en jeugd- en familierecht aan de Erasmus Universiteit Rotterdam. Van 1987 tot 1995 was hij senator in de Eerste Kamer voor D66.

## Werk en ideeën
Hoefnagels werd bekend door zijn bemoeienissen met de kinderbescherming, waar hij ook enige tijd zelf bij betrokken was. Hij maakte handleidingen voor rapportages van de Raad voor de Kinderbescherming, maakte plannen voor een nieuwe vormgeving en organisatie van de jeugdzorg. Hij analyseerde en bekritiseerde raadsrapportages (meestal als expert voor rechterlijke colleges).

In zijn latere leven werd het thema scheidingsbemiddeling steeds prominenter. Hoefnagels was in 1974 de grondlegger scheidingsbemiddeling in Nederland en bleef daar een van de belangrijkste pleitbezorgers van.
In zijn ideeën over scheidingsbemiddeling spelen de concepten "scheidingsmelding", "paradoxale toewijzing" en "paraplugesprek" een belangrijke rol.
Hoefnagels schreef veel over bovengenoemde onderwerpen, maar ook over andere, bijvoorbeeld criminologische, thema's, kunst, architectuur en Neerlandistiek. Daarnaast schreef hij ook proza en gedichten, onder meer onder het pseudoniem Bella Teloor. Veel van zijn werk werd in het Duits vertaald.
Hij was sinds 1997 Officier in de Orde van Oranje Nassau en woonde in de buurtschap Linde naast de Lindesche molen in Vorden. Zijn vrouw Nelleke overleed in juli 2017.